# František Šuchaň
František Šuchaň (* 6. srpna 1930) byl slovenský a československý politik Komunistické strany Slovenska a poúnorový poslanec Národního shromáždění ČSR.

## Biografie
Ve volbách roku 1954 byl zvolen za KSS do Národního shromáždění ve volebním obvodu Brezno. V parlamentu setrval do konce funkčního období, tedy do voleb roku 1960. K roku 1954 se profesně uvádí jako malíř pokojů Stavebních závodů v Breznu.